# 園原 (みよし市)
園原（そのはら）は、愛知県みよし市の地名。現行行政地名は園原一丁目から五丁目。

## 歴史

### 人口の変遷
国勢調査による人口および世帯数の推移。
| 1995年（平成7年）  | 340世帯 837人  |  |
| 2000年（平成12年） | 534世帯 1262人 |  |
| 2005年（平成17年） | 610世帯 1428人 |  |
| 2010年（平成22年） | 641世帯 1529人 |  |
| 2015年（平成27年） | 694世帯 1648人 |  |
| 2020年（令和2年）  | 831世帯 1768人 |  |

### 沿革
- 1995年（平成7年）2月11日 - 西加茂郡三好町大字三好の一部より、同町園原一丁目から五丁目が成立[1]。
- 2010年（平成22年）1月4日 - 市制施行に伴い、みよし市園原となる。

## 施設
- 池下公園
- 同盟福音基督教会三好キリスト教会
- みよし市三好下公民館
- 向田公園

### WEB
1. ↑  “愛知県みよし市の町丁・字一覧”.   人口統計ラボ. 2024年3月26日閲覧。
2. 1 2  総務省統計局 (2022年2月10日). “令和2年国勢調査の調査結果(e-Stat) - 男女別人口，外国人人口及び世帯数－町丁・字等” (CSV). 2023年8月2日閲覧。
3. ↑  “読み仮名データの促音・拗音を小書きで表記するもの(zip形式) 愛知県” (zip).   日本郵便 (2024年2月29日). 2024年3月26日閲覧。
4. ↑  “市外局番の一覧” (PDF).   総務省 (2022年3月1日). 2022年3月22日閲覧。
5. ↑  “ナンバープレートについて”.   一般社団法人愛知県自動車会議所. 2024年1月21日閲覧。
6. ↑  総務省統計局 (2014年3月28日). “平成7年国勢調査の調査結果(e-Stat) - 男女別人口及び世帯数 －町丁・字等” (CSV). 2021年7月20日閲覧。
7. ↑  総務省統計局 (2014年5月30日). “平成12年国勢調査の調査結果(e-Stat) - 男女別人口及び世帯数 －町丁・字等” (CSV). 2021年7月20日閲覧。
8. ↑  総務省統計局 (2014年6月27日). “平成17年国勢調査の調査結果(e-Stat) - 男女別人口及び世帯数 －町丁・字等” (CSV). 2021年7月21日閲覧。
9. ↑  総務省統計局 (2012年1月20日). “平成22年国勢調査の調査結果(e-Stat) - 男女別人口及び世帯数 －町丁・字等” (CSV). 2021年7月21日閲覧。
10. ↑  総務省統計局 (2017年1月27日). “平成27年国勢調査の調査結果(e-Stat) - 男女別人口及び世帯数 －町丁・字等” (CSV). 2021年7月21日閲覧。

### 書籍
1. ↑  『広報みよし No.606』三好町、1995年2月15日、24頁。